# Atheta klagesi
Atheta klagesi es una especie de escarabajo del género Atheta, familia Staphylinidae. Fue descrita científicamente por Bernhauer en 1909.
Habita en Canadá y los Estados Unidos.